# 电子枪

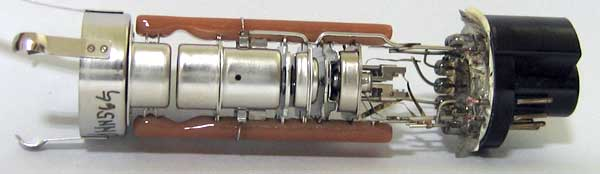
阴极射线管使用的电子枪

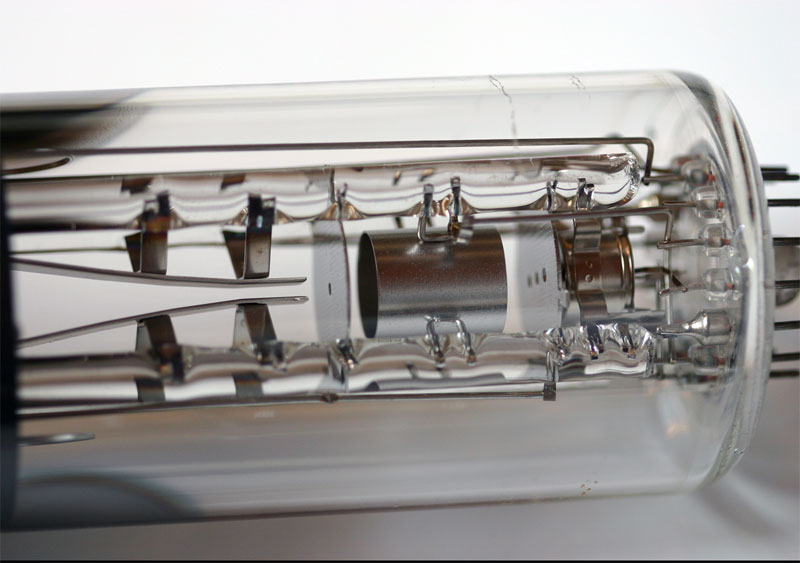
示波器的阴极射线管使用的电子枪

电子枪是一种使用于部分真空管中、能发射具有精确动能的平行电子束的电子元件。它最主要用于阴极射线管（CRT）中，而阴极射线管是几乎所有的非平板电视机、计算机显示器、示波器的组件。电子枪也被用于场发射显示器（FED）（可认为是极小的阴极射线管阵列组成的平板显示器）中。电子枪的用途还包括速调管、感应输出管、行波管、回旋管等微波线性束真空管，以及电子显微镜和粒子加速器等科学仪器。
电子枪的分类方式包括电场的产生方式（直流或射频）、电子发射的机制（热发射、光阴极、场致发射、等离子体源）、聚焦方式（纯静电或使用磁场）、以及电极的数量。